# هاري ألبرت
هاري ألبرت (بالإنجليزية: Harry Alpert)‏ هو عالم اجتماع أمريكي، ولد في 1912، وتوفي في 1977.